# XO-sås
XO-sås är en skaldjurssås som härstammar från Hong Kong. Såsen används oftast i södra Kina, bland annat i Guangdong.
Såsen görs oftast på torkade pilgrimsmusslor, chilipeppar, Jinhuaskinka, torkade räkor, vitlök och vegetabilisk olja. Såsen kan användas till bland annat nudlar, grönsaker och tofu.